# Orgelbau Cäcilia

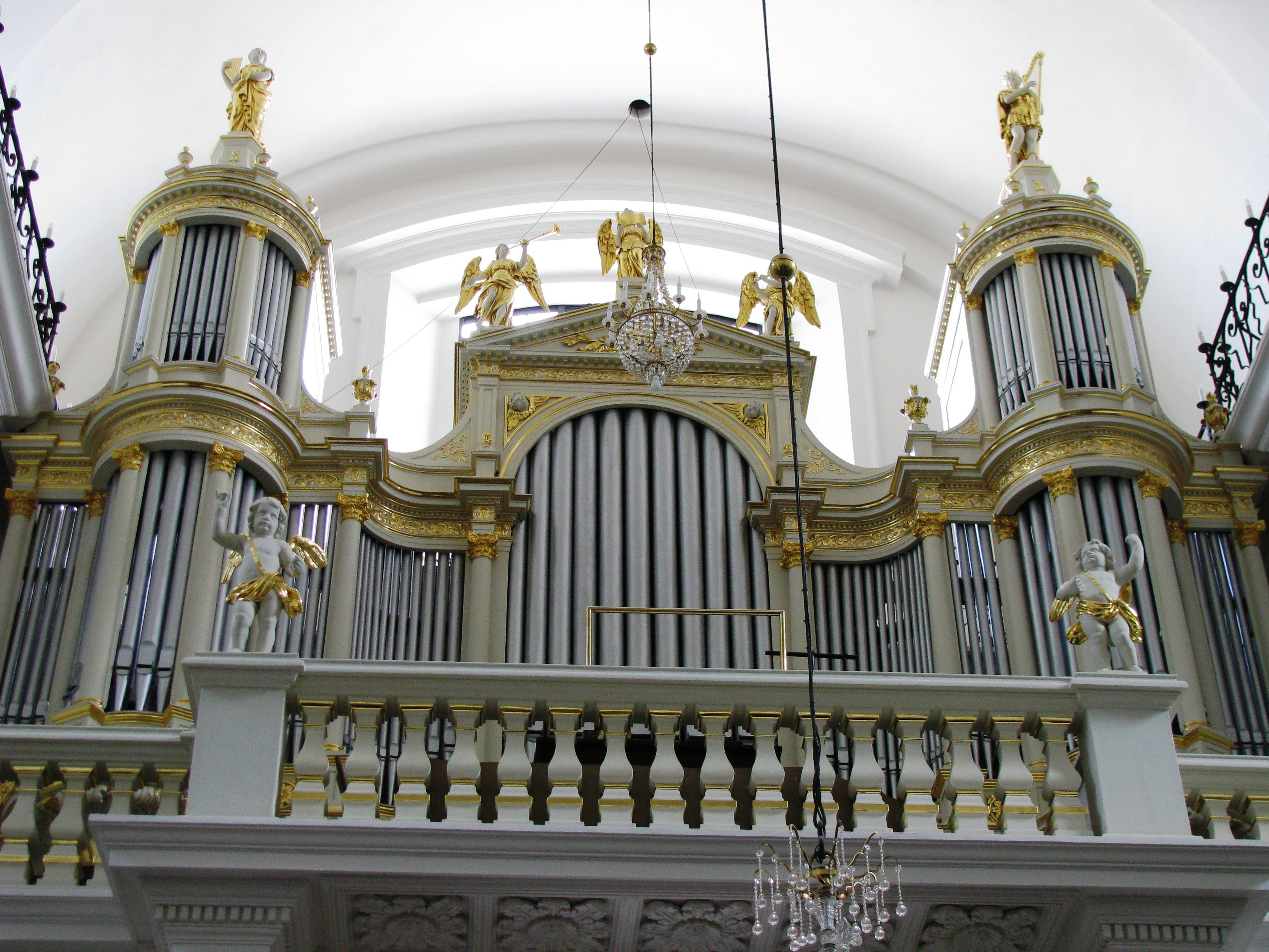
Heilig-Kreuz-Basilika (Warschau)

Orgelbau Cäcilia AG war ein österreichisches Orgelbauunternehmen.

## Geschichte
Aus Vinzenz Gollers Einfall, ein künstlerisches Orgelinstitut zu gründen, entstand 1922 durch den Zusammenschluss der Salzburger Firmen Matthäus Mauracher, Franz Mauracher sowie Mertel & Dreher die Firma „Cäcilia“, Österreichische Orgelbau-AG mit Filialen in Parsch (Geschäftsstelle), Gnigl und Klosterneuburg.
Als Präsident der Gesellschaft war der Domkapitular Ludwig Angelberger nominiert worden, als kommerzieller Direktor fungierte Franz Laval, künstlerische Leiter waren die Kirchenmusiker Vinzenz Goller und Franz Xaver Gruber (Salzburger Domkapellmeister). Franz Mauracher war bis 1926 technischer Direktor der Orgelbauanstalt, danach Max Dreher.
1928 schied Hans Mertel aus dem Konsortium der Cäcilia AG aus.
Bei der Cäcilia AG handelte es sich um ein großes Unternehmen, das binnen kurzer Zeit 100 Mitarbeiter beschäftigte und nicht nur Orgeln, sondern auch Klaviere und Harmonien baute. Dem raschen Aufstieg folgte im Vorfeld der Weltwirtschaftskrise 1928 ein schneller Niedergang. Ab 1. September 1928 pachteten Max Dreher und Leopold Flamm die Orgelbau Cäcilia AG, die alsbald in „Dreher & Flamm“ umbenannt wurde.

## Werkliste (Auswahl)
| Jahr    | Ort                 | Gebäude                        | Bild | Manuale | Register | Bemerkungen |
| ------- | ------------------- | ------------------------------ | ---- | ------- | -------- | --- |
| 1922    | Natters             | Pfarrkirche Natters            |      | I/P     | 11       | nicht erhalten |
| 1923    | Mödling             | Missionshaus St. Gabriel       |      | III/P   | 68       | stillgelegt, derzeit nicht spielbar → Orgel                                                                                                 |
| 1924    | Michelbach          | Pfarrkirche Michelbach         |      | I/P     | 9        | pneumatische Kegelladen, 2004 restauriert durch Franz Windtner                                                                              |
| 1924    | Bockfließ           | Pfarrkirche Bockfließ          |      | II/P    | 15       | pneumatische Kegelladen, Gehäuse aus ca. 1875                                                                                               |
| 1925    | Großenzersdorf      | Pfarrkirche Groß-Enzersdorf    |      | II/P    | 18       | pneumatische Kegelladen, Stillegung des Positivs, (1992 nicht mehr spielbar, nicht erhalten, Neubau 2017 durch Manufacture d’Orgues Thomas) |
| 1926    | Erl (Tirol)         | Festspielhaus                  |      | II/P    | 28       | nicht erhalten |
| 1927    | Warschau            | Heilig-Kreuz-Basilika          |      | III/P   | 57       | im Gehäuse von 1851, pneumatische Kegelladen                                                                                                |
| 1928    | Wiesen (Burgenland) | Alte Pfarrkirche               |      | I/P     | 9        | Disposition |
| 1928    | Kirchdorf in Tirol  | Pfarrkirche Kirchdorf in Tirol |      | II/P    | 16       | mit Zwillingsmanualen |
| 1928    | Himmelberg          | Pfarrkirche Himmelberg         |      | II/P    | 13       | unter Einbeziehung des Gehäuses und alten Pfeifenwerks                                                                                      |
| 1928    | Bad Tölz            | Franziskanerkloster            |      | II/P    | 30       | nicht erhalten: elektrische Traktur, 2 Spieltische, als Cäcilia AG                                                                          |
| um 1930 | Nijmegen            | Antonius van Paduakerk         |      | II/P    | 29       | pneumatische Kegelladen; 1968 abgetragen |